# Nastanthus patagonicus
Nastanthus patagonicus är en calyceraväxtart som beskrevs av Carlos Luis Spegazzini. Nastanthus patagonicus ingår i släktet Nastanthus och familjen calyceraväxter. Inga underarter finns listade i Catalogue of Life.